# 埃德·鮑斯

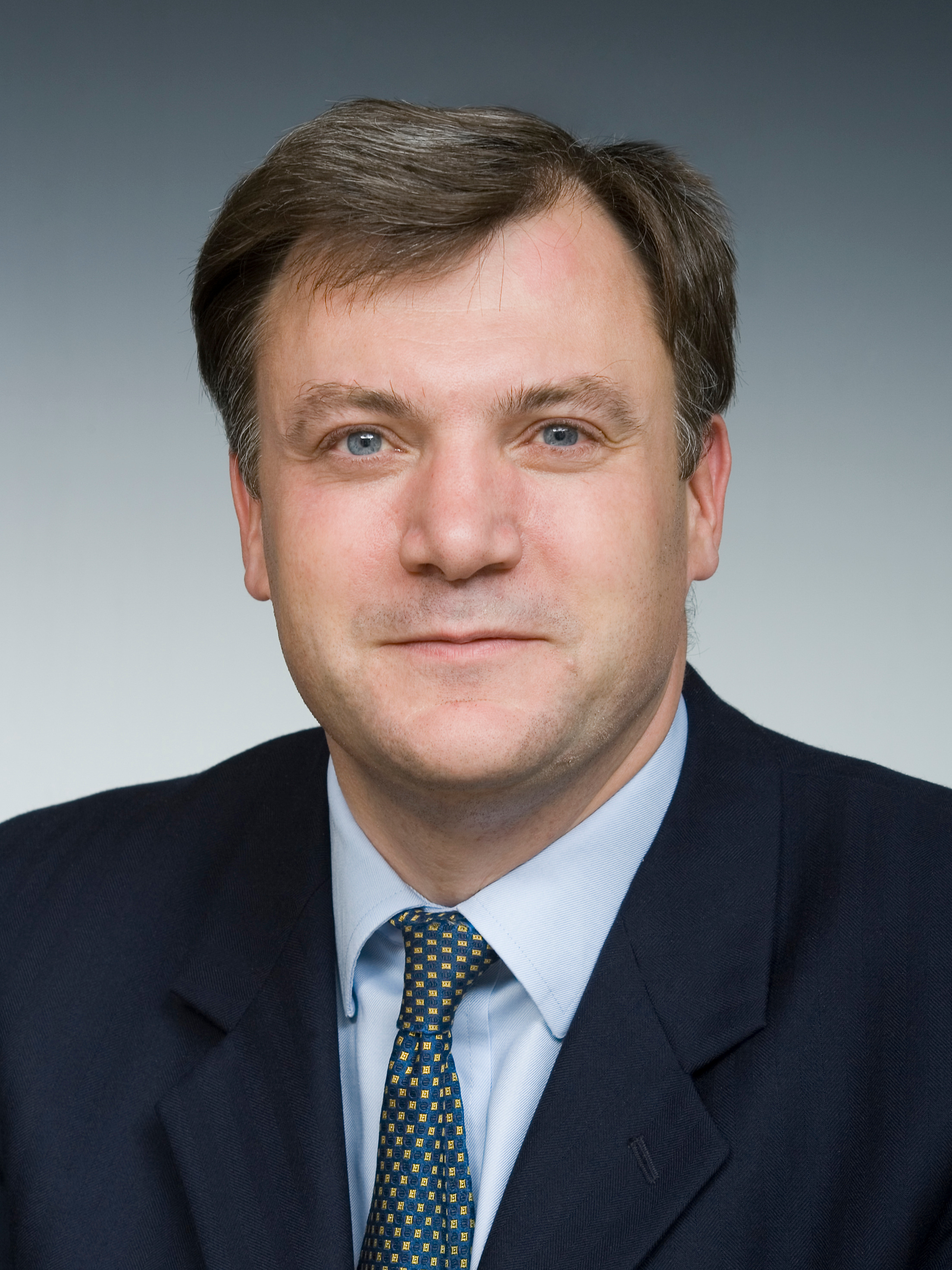

埃德·鮑斯（英語：Ed Balls，1967年2月25日—）是英國工黨的一位政治人物，在2010年至2015年期間，他曾出任莫利和奧特伍德選區的下議院議員。在2007年至2010年戈登·布朗內閣時期，他曾出任兒童、學校和家庭事務大臣。
他的妻子顧綺慧也是現任工黨下議院議員。